# Podhradní Lhota
Podhradní Lhota là một làng thuộc huyện Kroměříž, vùng Zlínský, Cộng hòa Séc.